# Andrianjaka
Andrianjaka – władca królestwa Merina na Madagaskarze, syn i następca Ralambo. Kontynuował ekspansywną politykę ojca. Zdobył Niebieski Las (Analamanga), jeden z ostatnich punktów oporu plemienia Vazimba; założył na jego miejscu miasto Antananarywa (1625).